# Jeffersonville (Vermont)
Jeffersonville – wieś w Stanach Zjednoczonych, w stanie Vermont, w hrabstwie Lamoille.